# Fred Adison
Fred Adison, geboren als Albert Lapeyrère (Bordeaux, 15 september 1908 – Nice, 25 augustus 1996), was een Franse drummer, zanger en bandleider in de jazz- en amusementsmuziek.

## Biografie
Adison leerde zichzelf piano en drums spelen. Vanaf 1926 hield hij zich bezig met jazzmuziek en richtte hij, naar het voorbeeld van de band van Ray Ventura – met vrienden een groep op. In 1931 ging hij naar Parijs en leidde vanaf het begin van de jaren dertig verschillende jazzbands en orkesten, zoals Fred Adison and His Collegians, waarmee hij naast dansmuziek ook populaire hotjazz speelde en een reeks platen opnam. Zijn succesvolste nummers waren Avex les pompiers, Quand un gendarme rit en Quand les andouilles voleront, uitgekomen op de platenlabels Ultraphone, Grammophone en His Master's Voice (soms onder een pseudoniem, zoals Jules Bamay). Andere populaire nummers van Adisons orkest waren En cueillant les noisettes (1934, uit de geluidsfilm Le Petit Jacques), La Da Da Da (1934, uit de revue Vive Paris!), La musique vient par ici (The Music Goes Round and Around, met Roger Toussaint als zanger, 1936), Qu'avez-vous fait de mon amant? (Remember My Forgotten Man uit 1934, met Germaine Sablon, uit de film Chercheuses d'Or/Gold Diggers), Les prénoms effacés (1937) alsook standards als Honeysuckle Rose (1940).
Na de bezetting van Frankrijk door de nazi's toerde hij in september en oktober 1940 met Django Reinhardt. Met zijn orkest trad hij in de muziekfilm Kora Terry op, met Marika Rökk. In Zwitserland nam hij in 1942 nog een paar nummers op, zoals In the Mood en I Got Rhythm (voor het label Elite). In de jazz was Adison tussen 1932 en 1942 betrokken bij 19 opnamesessies. In augustus 1943 trad hij met Edith Piaf en Charles Trenet in nazi-Duitsland in krijgsgevangenkampen op.
Na de oorlog leidde hij tot begin jaren zestig een bigband. Hij nam amusementsmuziek voor Pathé op (le swing à l'école, 1946). In zijn groepen speelden onder anderen Aimé Barelli, Serge Glykson, Georges Ulmer en Benny Vasseur.
In de jaren tachtig verschenen zijn memoires (Dans ma vie y'a d'la musique, Éditions Clancier Guénaud, 1983).

## Discografie (selectie)
- 20 Success, Forlane, 1996